# Kobbern
Kobbern ist der deutsche Name eines untergegangenen Ortes in der russischen Oblast Kaliningrad (Gebiet Königsberg (Preußen)). Ein russischer Name ist nicht bekannt. Die Ortsstelle liegt im Gebiet des Munizipalkreises Rajon Prawdinsk (Stadtkreis Friedland).

## Geographische Lage
Die Ortsstelle von Kobbern liegt in der südlichen Mitte der Oblast Kaliningrad, 16 Kilometer nördlich der heute auf polnischem Gebiet gelegenen ehemaligen Kreisstadt Bartenstein (polnisch Bartoszyce).

## Geschichte
Die erste Erwähnung des seinerzeit Kubren genannten Ortes erfolgte im Jahr 1351. Der aus der Mark Brandenburg stammende Stammvater der ostpreußischen Linie der Adelsfamilie von der Groeben, Heinrich von der Groeben, erwarb Kobbern im Jahre 1408.
Im 18. und 19. Jahrhundert in Groß~ und Klein Kobbern unterteilt war der Ort als Vorwerk bis 1928 ein Wohnplatz im Gutsbezirk Sehmen (russisch Soldatowo), danach bis 1945 in der Landgemeinde gleichen Namens im ostpreußischen Kreis Friedland (1927 in „Kreis Bartenstein“ umbenannt). Im Jahre 1905 zählte Kobbern 44 Einwohner.
Im Jahre 1945 wurde das nördliche Ostpreußen in Kriegsfolge an die Sowjetunion überstellt. Kobbern erhielt in diesem Zusammenhang keine russische Namensform, wohl weil der Ort nicht wieder besiedelt wurde und heute als verwaist und somit als untergegangen gilt. Seine Ortsstelle gehört zum Bereich der Selbstverwaltungseinheit Munizipalkreis Rajon Prawdinsk (Stadtkreis Friedland) in der heute russischen Oblast Kaliningrad (Gebiet Königsberg (Preußen)).

## Kirche
Bis 1945 war Kobbern als Ortschaft von Sehmen (russisch Soldatowo) in die evangelische Kirche Schönbruch (russischer Teil  Schirokoje, polnischer Teil Szczurkowo) in der Kirchenprovinz Ostpreußen der Kirche der Altpreußischen Union, außerdem in die römisch-katholische Kirche St. Bruno in Bartenstein (polnisch Bartoszyce) im damaligen Bistum Ermland eingepfarrt.

## Verkehr
Die kaum noch erkennbare Ortsstelle von Kobbern ist über einen Verbindungsweg von Soldatowo aus zu erreichen.